# 普拉托韦基奥
普拉托韦基奥（義大利語：Pratovecchio），原为意大利托斯卡纳大区阿雷佐省的一个市镇。总面积75.39平方公里，人口3163人，人口密度42.0人/平方公里（2009年）。ISTAT代码为051032。
2014年，普拉托韦基奥和斯蒂亚市镇合并为新的普拉托韦基奥-斯蒂亚市镇。普拉托韦基奥从而成为新市镇的一个分区。